# Пођо (Мачерата)
Пођо (итал. Poggio) насеље је у Италији у округу Мачерата, региону Марке.
Према процени из 2011. у насељу је живело 66 становника. Насеље се налази на надморској висини од 217 м.